# Fairmont Hotels and Resorts
Fairmont Hotels and Resorts ist ein kanadischer Betreiber von zahlreichen Luxushotels und Resorts weltweit. Fairmont betreibt derzeit Gebäude in 20 Ländern, darunter in Kanada, den USA, Mexiko, Bermuda, Barbados, Monaco, Marokko, Deutschland, der Schweiz, Spanien, Ägypten, Kenia, Großbritannien, Tansania, Südafrika, den Vereinigten Arabischen Emiraten, Oman, Saudi-Arabien, China und Singapur.

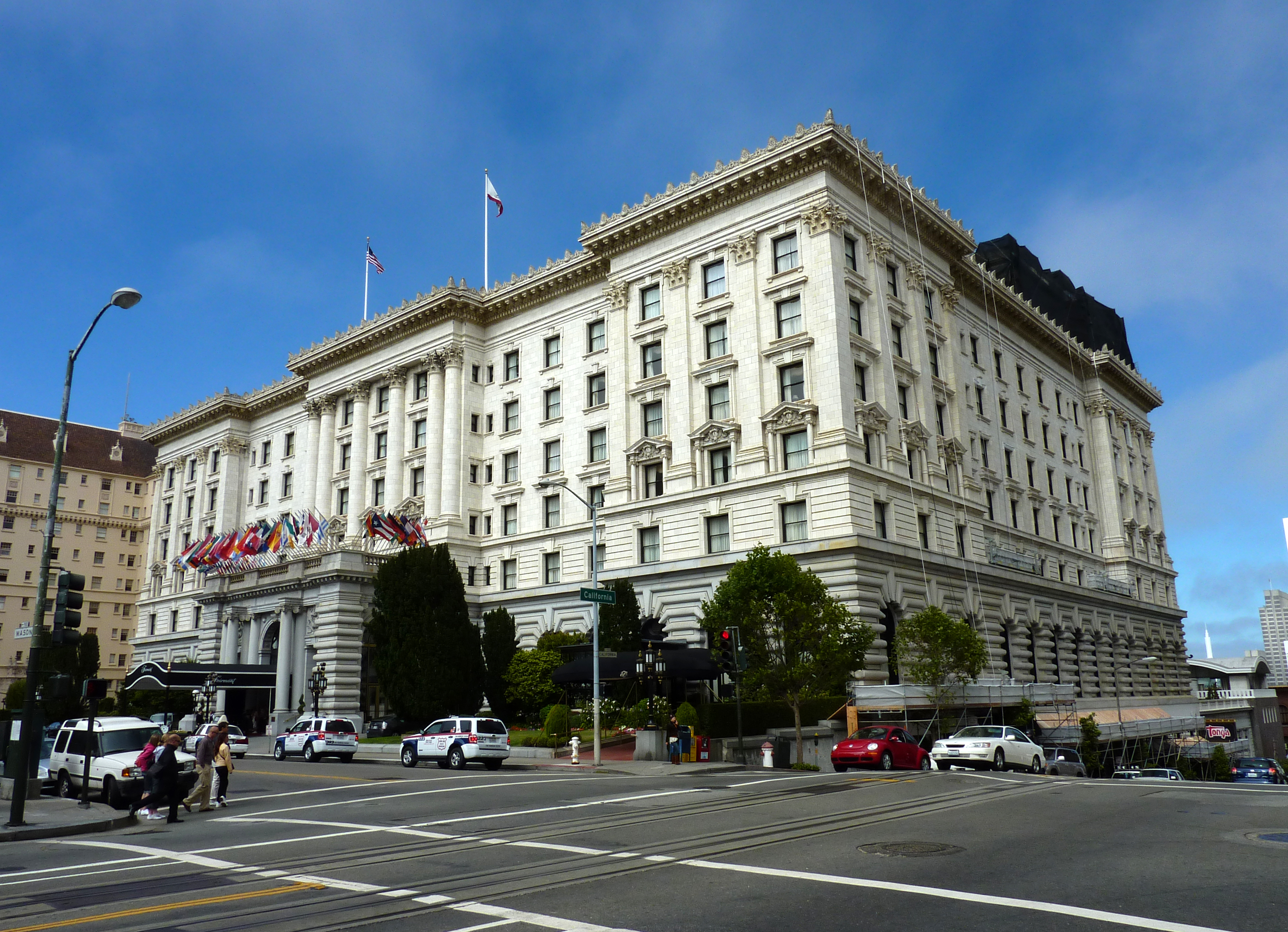
Das The Fairmont San Francisco in San Francisco

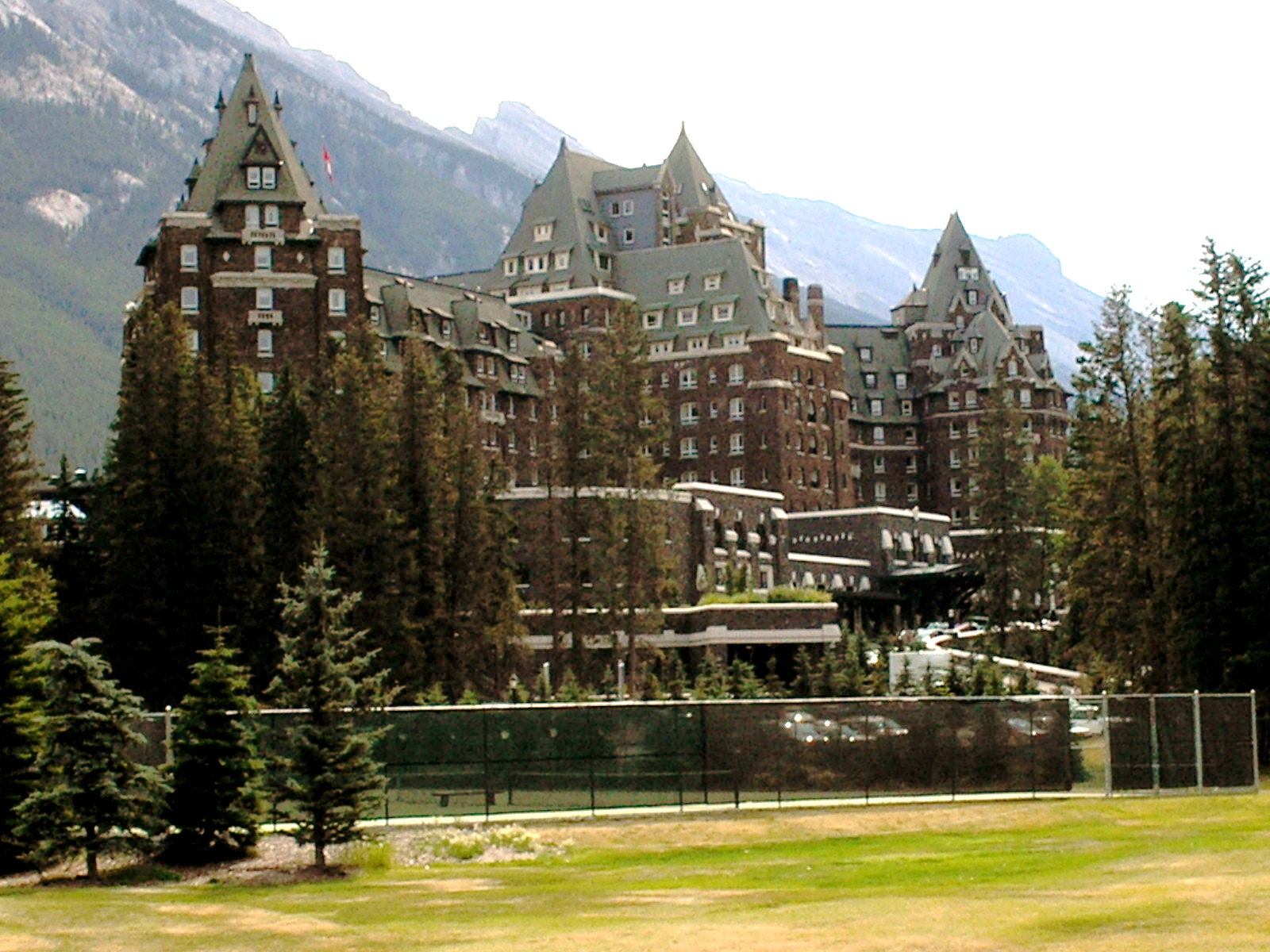
Banff Springs Hotel in Banff

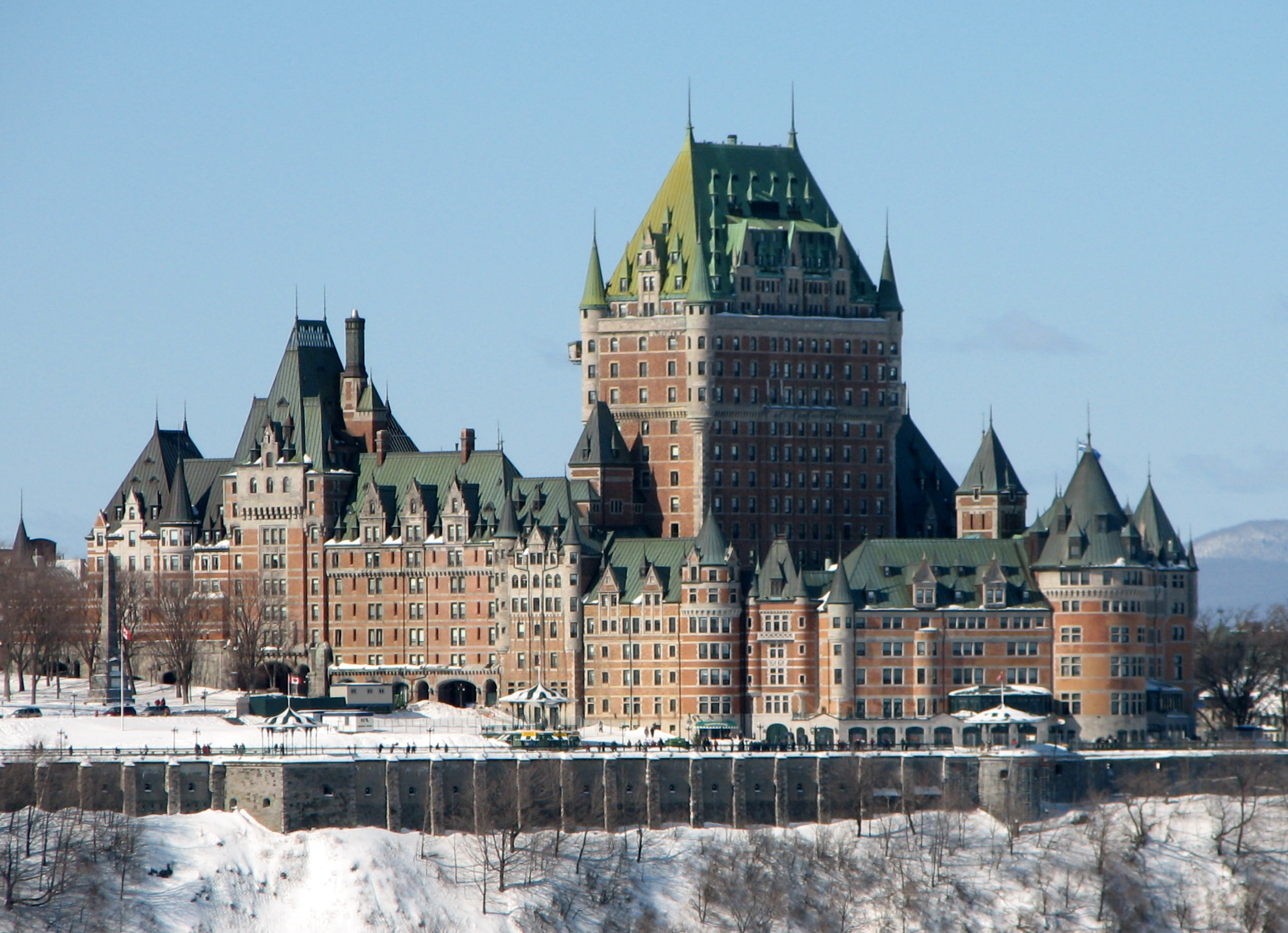
Das Fairmont Le Château Frontenac in Québec

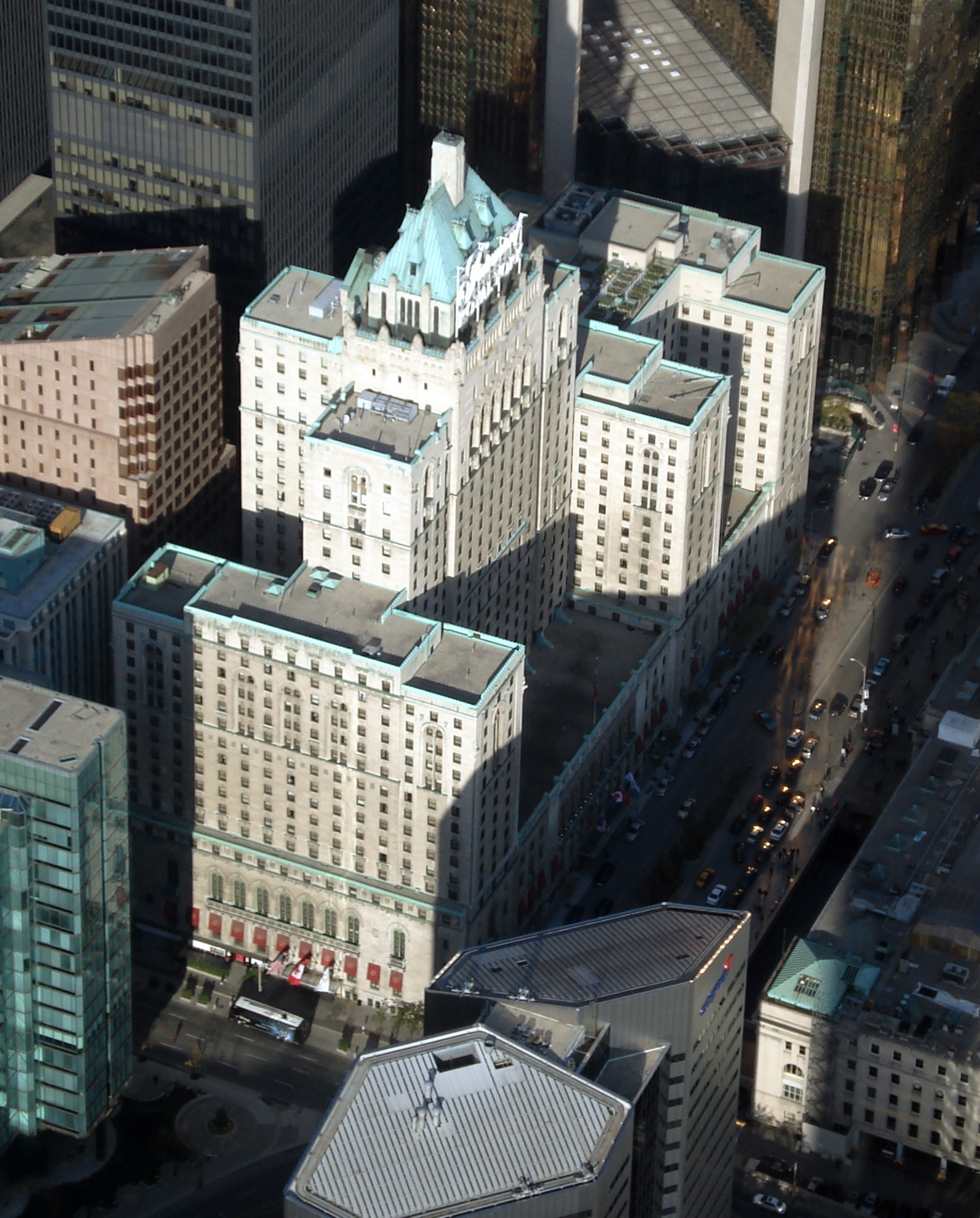
Royal York in Toronto

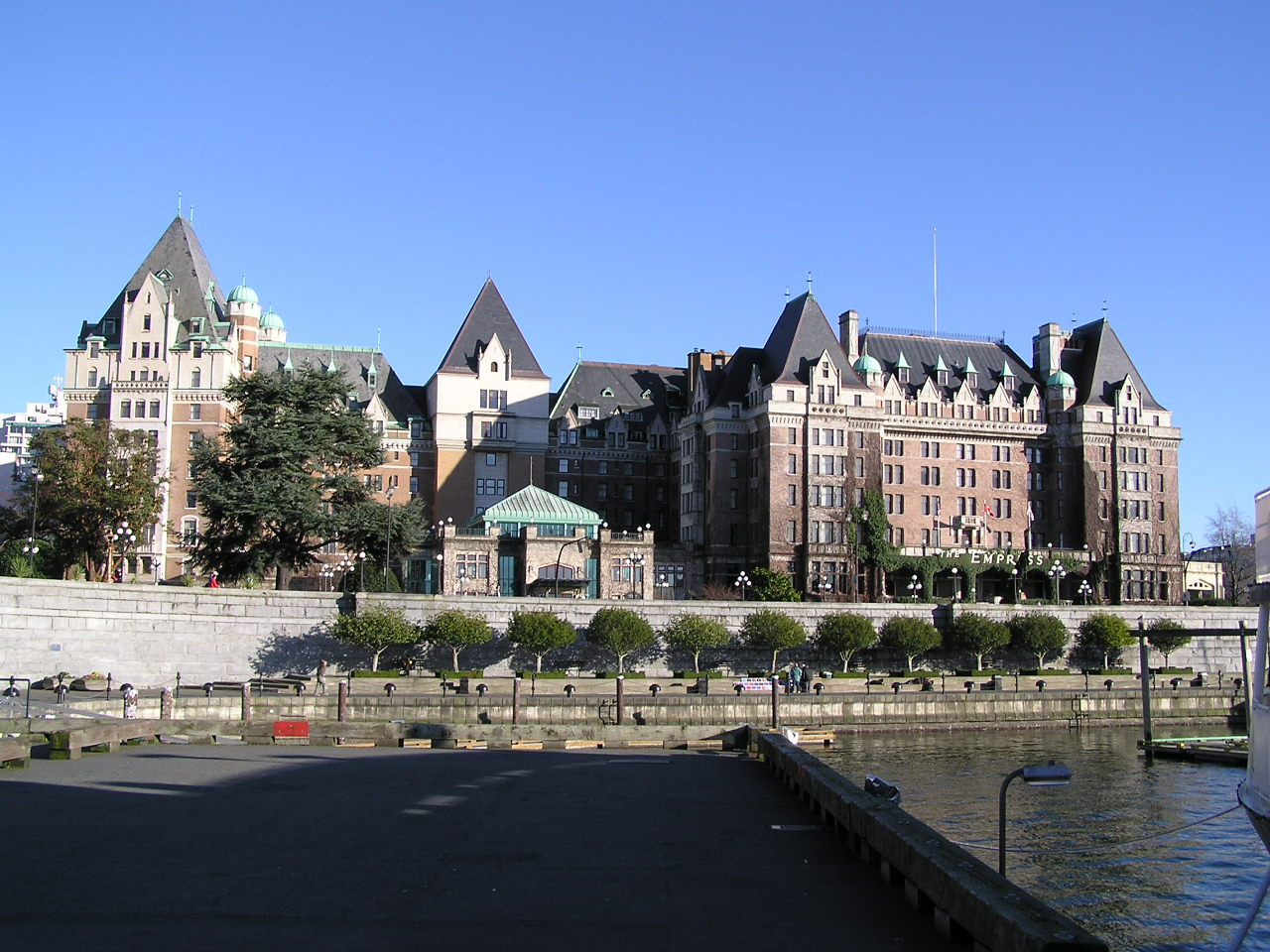
Empress in Victoria

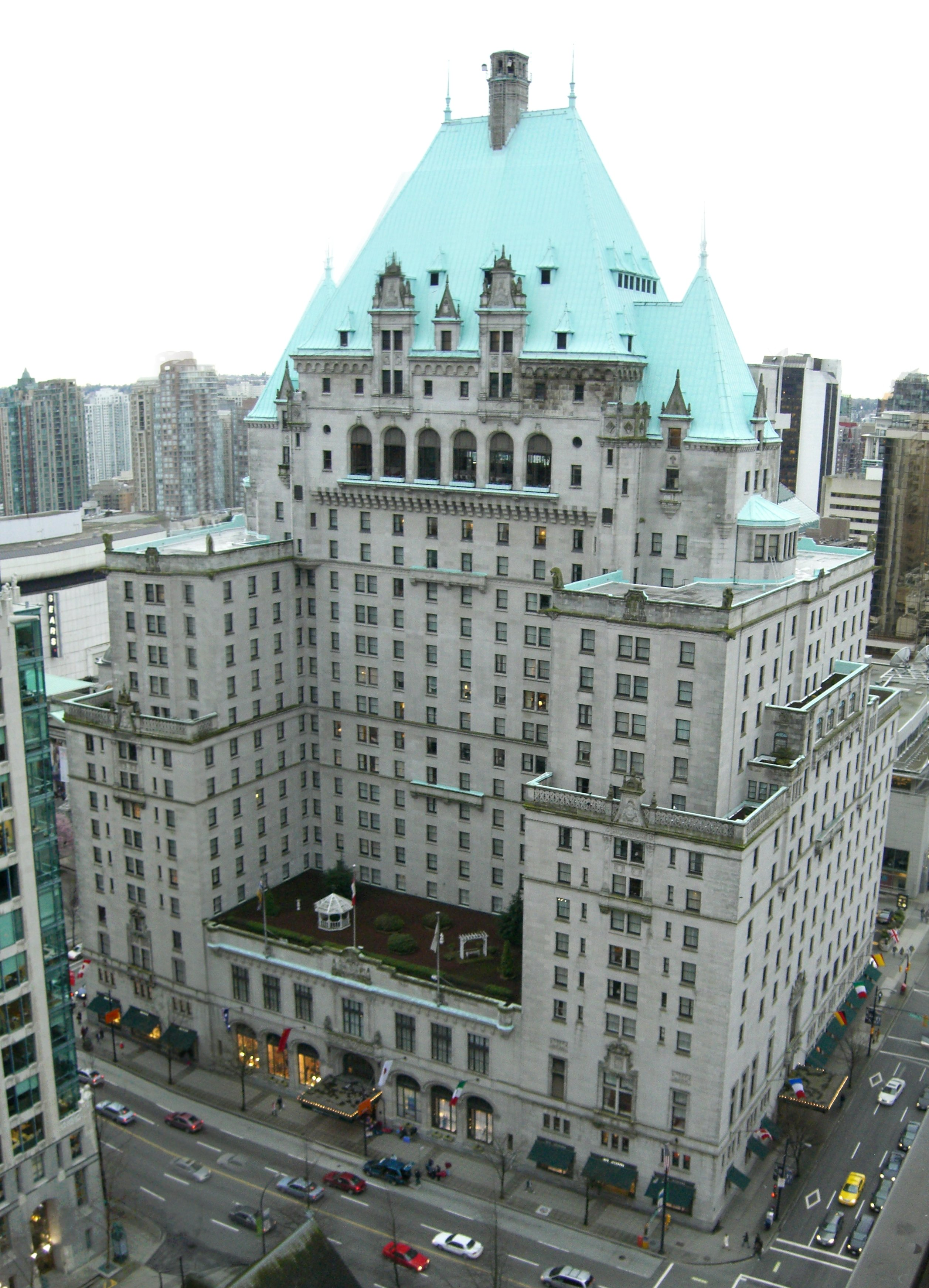
Hotel Vancouver in Vancouver

Vor allem in Kanada ist Fairmont für charakteristische und berühmte historische Hotels bekannt wie das Empress in Victoria, das Hotel Vancouver in Vancouver, das Fairmont Royal York in Toronto, das Château Frontenac in Québec, das Château Laurier in Ottawa oder das Banff Springs Hotel in Banff. Stilistisch bzw. architektonisch gemein ist diesen Hotels der Bezug zum Historismus mit jeweiligen Anleihen aus Neogotik, Neorenaissance und Art déco. Die meisten der kanadischen Hotels von Fairmont wurden ursprünglich von Canadian Pacific Railway (CPR) errichtet. CPR übernahm 1999 die Fairmont-Hotelkette und nutzte diesen Namen fortan für ihre Hotels. 2001 wurde die Hotelsparte unter dem heutigen Namen wieder ausgegliedert.
2006 begann Colony Capital ein joint venture mit der saudischen Kingdom Holding; gemeinsam erwarben sie die Fairmont Hotels and Resorts. So entstand die Holding FRHI Hotels & Resorts, die Raffles, Fairmont und Swissôtel managt. Am 12. Juli 2016 wurde die Übernahme der FRHI durch Accor bekannt geben.

## Häuser

### Kanadische Häuser

#### British Columbia
- Empress Resort in Victoria
- Hotel Vancouver in Vancouver
- Pacific Rim in Vancouver
- Waterfront in Vancouver
- The Fairmont Vancouver Airport in Richmond
- Chateau Whistler (Resort) in Whistler
- Fairmont Heritage Place at Nature’s Door Whistler

#### Alberta
- Château Lake Louise am Lake Louise
- Banff Springs (Resort) in Banff
- The Fairmont Palliser in Calgary
- Jasper Park Lodge (Resort) in Jasper
- Hotel Macdonald in Edmonton

#### Manitoba
- The Fairmont Winnipeg in Winnipeg

#### Ontario
- Château Laurier in Ottawa
- Royal York in Toronto

#### Québec
- The Queen Elizabeth in Montreal
- Le Château Frontenac (Resort) in Québec
- Le Manoir Richelieu (Resort) in La Malbaie
- Fairmont Le Chateau Montebello (Resort) in Montebello
- Fairmont Tremblant in Mont-Tremblant

### US-amerikanische Häuser
- The Fairmont Orchid (Resort) in South Kohala (Hawaii)
- The Fairmont Kea Lani Maui (Resort) auf Maui
- Fairmont Olympic Hotel in Seattle
- Sonoma Mission Inn & Spa (Resort) in der Nähe von Sonoma
- The Fairmont San Francisco in San Francisco
- Fairmont Heritage Place Ghirardelli Square in San Francisco
- San Jose Hotel in San Jose
- Miramar Hotel & Bungalows, Santa Monica in Santa Monica
- Fairmont Newport Beach in Newport Beach
- Fairmont Heritage Place Franz Klammer Lodge in Telluride (Colorado)
- Fairmont Scottsdale (Resort) in Scottsdale
- The Fairmont Dallas in Dallas
- Fairmont Chicago at Millennium Park in Chicago
- The Fairmont Pittsburgh in Pittsburgh
- The Fairmont Washington, DC in Washington, D.C.
- The Plaza Hotel in New York
- The Fairmont Copley Plaza in Boston
- Fairmont Battery Wharf in Boston

### Häuser in Zentralamerika und der Karibik

#### Barbados
- The Fairmont Royal Pavilion (Resort) in Saint James

#### Bermuda
- The Fairmont Hamilton Princess in Hamilton
- The Fairmont Southampton (Resort) in Southampton

#### Mexiko
- Fairmont Mayakoba (Resort) in Riviera Maya

### Häuser in Europa
- The Savoy in London

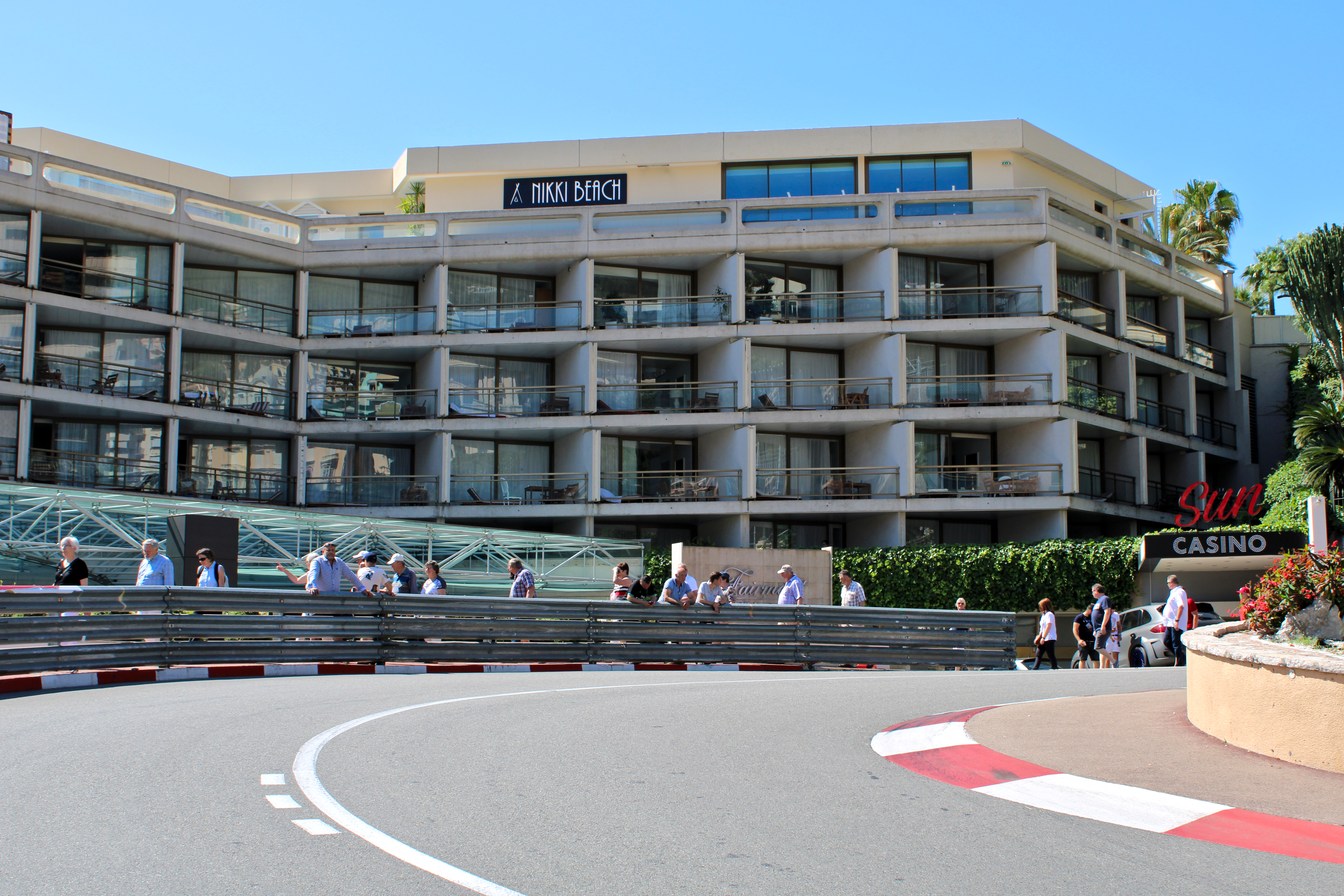
Das Fairmont in Monaco

- Fairmont Windsor Park in Englefield Green bei London
- Fairmont St. Andrews (Schottland)
- Fairmont Monte Carlo in Monaco
- Le Montreux Palace in Montreux
- Fairmont Baku (2013 eröffnet)[2]
- Fairmont Kyiv in Kiew (2012 eröffnet)[3]
- Fairmont Quasar Istanbul (2017 eröffnet)[4]
- Fairmont Hotel Vier Jahreszeiten in Hamburg
- Fairmont Grand Hotel Geneva (seit Januar 2020; ehemaliges Kempinski)[5]
- Fairmont Golden Prague (ab 2025; ehemaliges InterContinental)[6]

### Häuser in Afrika und dem Nahen Osten
- Fairmont Ajman

- Fairmont Dubai
- Fairmont the Palm Dubai
- Fairmont Bab Al Bahr in Abu Dhabi
- Fairmont Mina Al Fajer Resort in Fudschaira
- Fairmont The Wave (Resort) in Maskat
- Makkah Royal Clock Tower Hotel in Mekka
- Fairmont Nile City in Kairo
- Fairmont Towers Heliopolis in Kairo
- Fairmont Heliopolis in Kairo
- Fairmont Mara Safari Club in Masai Mara
- Fairmont The Norfolk in Nairobi
- Fairmont Mount Kenya Safari Club in Nanyuki
- Fairmont Zimbali Lodge in Südafrika
- Fairmont Zimbali Resort in Südafrika

### Häuser in Asien
- Fairmont Singapore in Singapur
- Fairmont Beijing in Peking
- Fairmont Manila
- Fairmont Yangcheng Lake Hotel in Kunshan
- The Fairmont Peace Hotel in Shanghai
- Fairmont Jaipur
- Fairmont Hyderabad
- Fairmont Jakarta